# Mr Blettsworthy on Rampole Island
Mr Blettsworthy on Rampole Island é um romance de H.G.Wells lançado originalmente em 1928.